# 비디아 발란
비디아 발란(힌디어: विद्या बालन, 영어: Vidya Balan, 1978년 1월 1일 ~ )은 인도의 배우이다. 파드마 시리 서훈자이며, 2011년 내셔널 필름 어워드 여우주연상, 필름페어상 여우주연상 4회(2009년, 11년, 12년, 18년) 수상자이다.

## 출연 작품
- 툼하리 술루 (2017)
- 유괴의 진실 (2016)
- 몽타주 (2016)
- 바비 자수스 (2014)
- 샤디 키 사이드 이펙트 (2014)
- 봄베이 토키스 (2013)
- 간차카르 (2013)
- 페라리 키 사와아리 (2012)
- 스토리 (2012)
- 테이크 어 샷 (2011)
- 더티 픽쳐 (2011)
- 아랍, 낙타, 그리고 P. 마드하반 네이어 (2011)
- 노 원 킬드 제시카 (2011)
- 이쉬퀴야 (2010)
- 파아 (2009)
- 키스멧 커넥션 (2008)
- 레이즈 유어 보이스 (2008)
- 사랑의 인사 (2007)
- 에클라비아 - 더 로열 가드 (2007)
- 불 불라이야 (2007)
- 구루 (2007)
- 헤비 베이비 (2007)
- 옴 샨티 옴 (2007)
- 계속해요, 문나 형님 (2006)
- 파리니타 (2005)